# Santo Amaro das Brotas
Santo Amaro das Brotas is een gemeente in de Braziliaanse deelstaat Sergipe. De gemeente telt 12.140 inwoners (schatting 2009).